# Zwaan (sterrenbeeld)

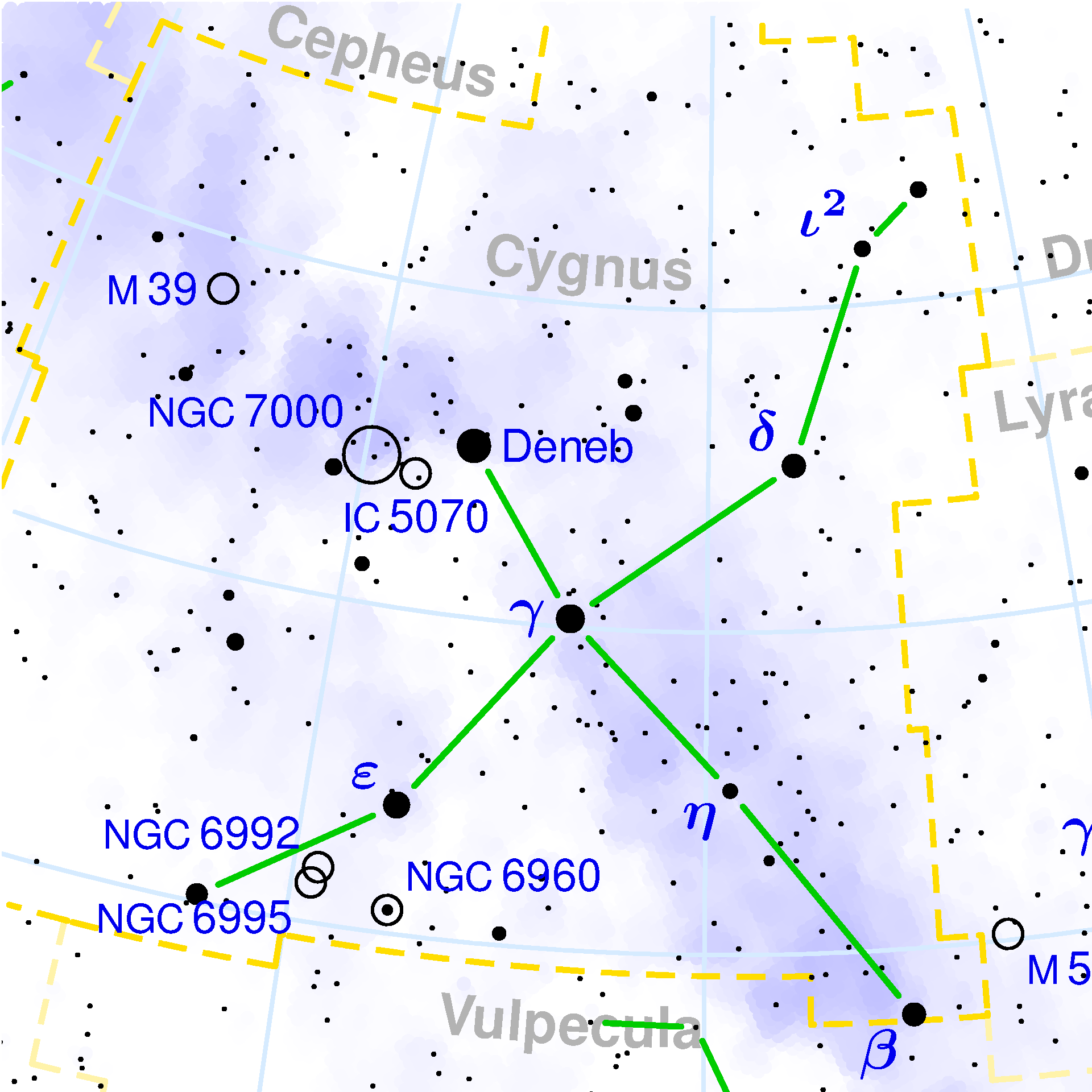
Kaart van het sterrenbeeld Zwaan

Zwaan (Cygnus, afkorting Cyg) is een sterrenbeeld aan de noordelijke hemel tussen rechte klimming 19u07m en 22u01m en tussen declinatie +28° en +61°.
Informeel wordt het sterrenbeeld het Noorderkruis genoemd, als tegenhanger van het Zuiderkruis.

## Sterren
(in volgorde van afnemende helderheid)
- Deneb (α, alpha Cygni)
- Sadr (γ, gamma Cygni)
- Gienah (ε, epsilon Cygni)
- Albireo (β, beta Cygni)
- Azelfafage (π, pi Cygni)
- Ruchba (ω2, omega Cygni)
- 61 Cygni (een dicht bij de zon gelegen ster waarbij planeten werden vermoed)
- 16 Cygni, een dubbelster waarvan een van de componenten een exoplaneet heeft

## Bezienswaardigheden

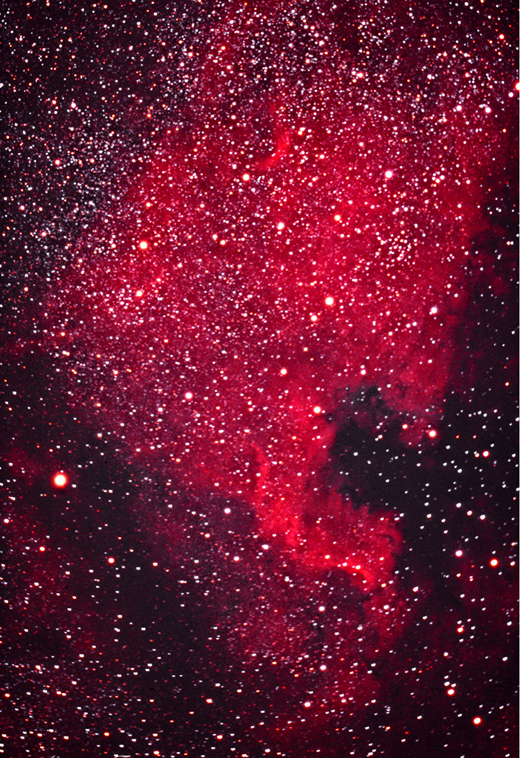
Noord-Amerikanevel

De Zwaan is een gebied met een groot aantal dubbele en meervoudige sterren, buitengewone sterren en nevelvlekken.
- De Melkweg loopt dwars door Cygnus heen. Hij is rijk aan lichtende en donkere nevels, omdat wij hier in de richting van een spiraalarm (de Cygnusarm) kijken.
- De Sluiernevel (NGC 6960), bestaande uit wazige slierten, waarvan men aanneemt, dat ze de overblijfselen zijn van een vroegere supernova-uitbarsting. De nevel is circa 1000 lichtjaren van ons verwijderd en heeft een diameter van 50 lichtjaren. Buiten de nevel (vooral rechts en links daarvan) zijn minder sterren te zien dan daarbinnen, wat erop wijst dat de nevel is uitgedijd: stof wordt door de nevel opgestuwd, waardoor daar de sterren gedeeltelijk worden verduisterd.
- De Noord-Amerikanevel (NGC 7000) heeft zijn naam te danken aan zijn buitengewone vorm, die op de kaart van het Noord-Amerikaanse vasteland (vooral de Golf van Mexico) lijkt. Hij is met het blote oog zichtbaar als een heldere haak tegen die achtergrond van de Melkweg. De nevel ligt ten westen van de ster Deneb, op een afstand van zowat 1500 lichtjaar van de aarde.
- De Pelikaannevel is een H-II-gebied dat geassocieerd is met de Noord-Amerikanevel. De nevel is intensief bestudeerd omdat hij een bijzonder actieve mix van stervormende gebieden en gaswolken bevat.
- Deneb (α Cygni) is met een helderheid van 1,3 duidelijk zichtbaar voor het blote oog. Deneb, het Arabische woord voor "staart", namelijk de staart van de Zwaan, is een blauw-witte superreus met een afstand van 1700 lichtjaar van de aarde. Deneb is 200 keer zo groot als de Zon en op 18 na de helderste ster aan de hemel. Noordelijk van Deneb ligt een donker gebied zonder sterren, de zogenoemde noordelijke "kolenzak", een evenknie van de Kolenzaknevel in het Zuiderkruis (Crux).
- De dubbelster Albireo (β Cygni) straalt met gouden en blauwe kleuren met een helderheid die tussen 3,1 en 5,1 varieert. Het is een object dat met een telescoop bekeken kan worden. De afstand vanaf de aarde is zo'n 380 lichtjaar.
- 61 Cygni is een andere belangrijke dubbelster in Cygnus. Deze verkreeg bekendheid in het jaar 1838, toen de sterrenkundige Friedrich Wilhelm Bessel (1784-1846) hem gebruikte om voor de eerste keer een parallax te meten: de schijnbare verandering van die positie van een ster die door de beweging van de aarde rond de zon veroorzaakt wordt. De dubbelster behoort met een afstand van 11,1 lichtjaar tot de 20 sterren die het dichtste bij het zonnestelsel staan.
- U Cygni is een koolstofster en een van de roodste sterren in de noordelijke sterrenhemel. De nabijheid van een gewone witte ster (op zéér kleine radiale afstand van U Cygni) zorgt ervoor dat de extreem rode (of oranjerode) kleur van U Cygni er in een amateurtelescoop opvallend uitziet.
- HD188753 is een stelsel van drie sterren op een afstand van 149 lichtjaar. De ontdekking van een gasvormige reuzenplaneet in dit planetenstelsel zet vraagtekens bij de in 2005 heersende opvattingen over het ontstaan van planeten.
- Cygnus X-1 is een opvallende bron van röntgenstralen en mogelijk een zwart gat.
- Cygnus X-3 is een microquasar en een bron van hoogenergetische röntgen- en kosmische straling.
- Cygnus A is een radio-sterrenstelsel, een van de sterkste radiobronnen aan de hemel.
- Naamloos rijtje sterren op 19h 46m / +42° 35', een tweetal en een halve graad ten zuiden van de ster δ Cygni (Delta Cygni).

## Cornucopia van roodkleurige variabele sterren
Het sterrenbeeld Zwaan staat bekend als het gebied van de rode sterren, zo is het beschreven in Celestial Objects for Common Telescopes, Volume 2: The Stars van T.W.Webb, een overzichtlijst van rode variabele sterren in de Zwaan
- CCCS = Catalogue of Cool Carbon Stars, Catalogus van koele koolstofsterren
- EB = Espin-Birmingham catalogus van roodkleurige sterren

19h-20h
- CH Cygni (EB 600), 19:24:33,0 / +50°14'30"
- AW Cygni (EB 608), 19:28,8 / +46°02'
- NSV 12165, 19:34,2 / +28°04'
- R Cygni (EB 613), 19:36:49,3 / +50°12'00"
- TT Cygni (EB 616), 19:40:57 / +32°37'06"
- χ Cygni (EB 628), 19:50:33,9 / +32°54'53"
- V 2093 Cygni (EB 630), 19:50:46,8 / +37°49'35"
- AX Cygni (EB 634), 19:57:12,6 / +44°15'41"

20h-21h
- CCCS 2844, 20:01 / +40°01'
- V 717 Cygni (EB 638), 20:01:05,1 / +30°49'52"
- Z Cygni (EB 640), 20:01:27,5 / +50°02'33"
- CCCS 2849 (V 1583 Cygni), 20:02 / +30°46'
- GN Cygni, 20:04,4 / +40°27'
- S Cygni (EB 646), 20:05:29,8 / +57°59'09"
- SV Cygni (EB 650), 20:09:30,09 / +47°52'17,2"
- AY Cygni (EB 649), 20:09:43,8 / +41°29'36"
- RY Cygni (EB 651), 20:10,4 / +35°57'
- V 429 Cygni (EB 654), 20:11,1 / +36°07'
- RS Cygni (EB 657), 20:13:23,6 / +38°43'43"
- CCCS 2884, 20:14:07,7 / +58°06'19"
- WX Cygni, 20:18,6 / +37°27'
- U Cygni (EB 663), 20:19:36,1 / +47°53'42" (de rode kleur van deze ster wordt nog eens extra geaccentueerd door de nabijheid van een gewone witte ster, wat het kleurcontrast in elk type telescoop zeer opmerkelijk maakt.)
- V Cygni (EB 681), 20:41:18,2 / +48°08'32"
- V 569 Cygni, 20:43 / +32°07'
- CCCS 2925, 20:43 / +35°04'
- CCCS 2935, 20:49 / +33°13'
- DS Cygni, 20:50,3 / +45°25'

21h-22h
- YY Cygni (EB 705), 21:22:28,7 / +42°23'47"
- V 460 (EB 711) (DS Pegasi), 21:42:01 / +35°30'37"
- RV Cygni (EB 713), 21:43:16,2 / +38°01'04" (Very Red Star B 592, Burnham's Celestial Handbook, blz 744).
- LQ Cygni, 21:46,6 / +52°34'
- LW Cygni (EB 720), 21:56:30 / +50°35'

## Aangrenzende sterrenbeelden
(met de wijzers van de klok mee)
- Cepheus
- Draak (Draco)
- Lier (Lyra)
- Vosje (Vulpecula)
- Pegasus
- Hagedis (Lacerta)